# Барок
Баро́к —  село в Україні, у Копайгородській селищній громаді Жмеринського району Вінницької області.

## Історія
Село над Лядовою, належало до староства Барського. Раніше тут існувало містечко Домброва, як свідчить документ 1615 р. (привілей Зигмунта III). За часів Яна Казимира під час повстання Хмельницького повністю знищене. На його місці побудовано село Барек (пол. Barek), яке Станіслав Август дозволив передати Гриневецькому в ренту. у 1880 р. мало 237 мешканців, 564 десятин земель, належало до могилівського повіту.
Під час другого голодомору у 1932–1933 роках, проведеного радянською владою, загинуло 12 осіб.
12 червня 2020 року, відповідно до Розпорядження Кабінету Міністрів України № 707-р «Про визначення адміністративних центрів та затвердження територій територіальних громад Вінницької області», увійшло до складу Копайгородської селищної громади.
19 липня 2020 року, в результаті адміністративно-територіальної реформи та ліквідації Барського району, село увійшло до складу Жмеринського району.

## Пам'ятки
У селі є пам'ятки:
- Пам'ятник 66 воїнам-односельчанам, загиблим на фронтах Великої Вітчизняної війни[4], 1974. Пам'ятка розташована біля клубу.